# Дамам
Дамам (арап. ‏الدمام) је град у Саудијској Арабији у Источној провинцији. Према процени из 2004. у граду је живело 744.321 становника.

## Становништво
Према попису, у граду је 2004. живело 744.321 становника.
| 1974.   | 1992.   | 2004.   |
| ------- | ------- | ------- |
| 127.844 | 482.321 | 744.321 |